# Noémi Tóth
Noémi Tóth (Szentes, 7 de junho de 1976) é uma jogadora de polo aquático italiana, de origem húngara, campeã olímpica.

## Carreira
Noémi Tóth fez parte do elenco campeão olímpico de Atenas 2004, antes jogou pela seleção de seu pais natal.